# Muzeum Żydowskie w Berlinie
Muzeum Żydowskie w Berlinie (niem. Jüdisches Museum Berlin) – muzeum w Berlinie, dokumentujące stosunki żydowsko-niemieckie. Składa się z dwóch części: Kollegienhaus (dawny budynek sądowy) oraz z gmachu wybudowanego specjalnie na potrzeby muzeum, zaprojektowanego przez Daniela Libeskinda. Muzeum otwarto 9 września 2001 roku. Dyrektorem placówki od 1997 do końca sierpnia 2013 był W. Michael Blumenthal. Jego następcą jest judaista Peter Schäfer. W ciągu pierwszych pięciu lat jego istnienia muzeum odwiedziło trzy i pół miliona osób.

## Historia placówki
Pierwsze muzeum żydowskie w Berlinie powstało w 1933 przy Oranienburgerstrasse, na tydzień przed dojściem do władzy Adolfa Hitlera. W muzeum odbyła się wystawa prac Maxa Liebermanna oraz dyskusja o tożsamości niemieckiej i żydowskiej artysty. Placówka została jednak w 1938 zamknięta na rozkaz nazistów, a zgromadzone w nim zbiory skonfiskowano lub splądrowano. W 1971 postanowiono ponownie otworzyć placówkę. Idea ta po raz pierwszy pojawiła się w 1971 roku, a w 1975 powstało „Towarzystwo Muzeum Żydowskiego”. Dział żydowski Muzeum Berlińskiego został otwarty po głośnej wystawie na temat historii Żydów w tymże muzeum w 1978. W czerwcu 1989 Daniel Libeskind wygrał konkurs na projekt nowego skrzydła budynku (ogółem w konkursie wzięło udział 165 architektów). Kamień węgielny pod budowę nowej części gmachu złożono w listopadzie 1992. Budynek został ukończony w 1998, pierwsi zwiedzający mogli go obejrzeć w styczniu 1999, natomiast oficjalne otwarcie miało miejsce 9 września 2001. Prawo do istnienia jako niezależna instytucja Żydowskie Muzeum w Berlinie otrzymało w 1999.

## Architektura

### Kollegienhaus

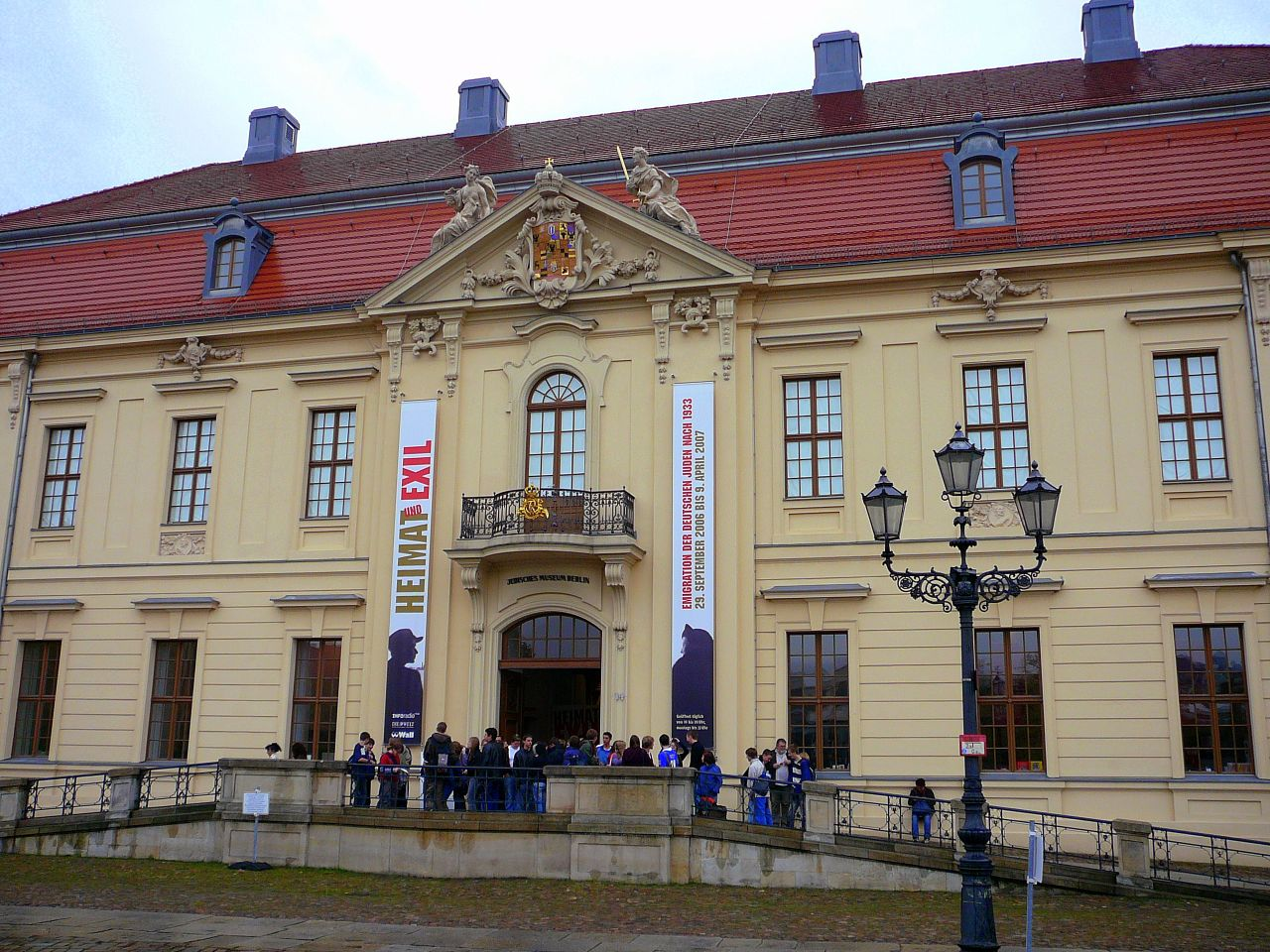
Kollegienhaus

Ta część muzeum została zaprojektowana przez Philippa Gerlacha i zbudowana w 1735 roku; początkowo służyła jako budynek sądowy. Po zniszczeniach w czasie II wojny światowej gmach został przebudowany przez Güntera Hönow (lata 1963–1969) i przeznaczony na przechowywanie zbiorów historycznych Berlińskiego Muzeum. W 1993 roku Daniel Libeskind rozpoczął kolejną przebudowę, m.in. w 2007 roku dodał szklany dach do dziedzińca.
Obecnie budynek służy jako wejście do Muzeum Żydowskiego w Berlinie; mieści się tam również kasa, szatnia, sklep i restauracja. W gmachu Kollegienhaus odbywają się też wystawy czasowe. Znajdujące się w nim czarne schody prowadzą do nowej części muzeum, zaprojektowanej przez Libeskinda.

### Budynek Libeskinda

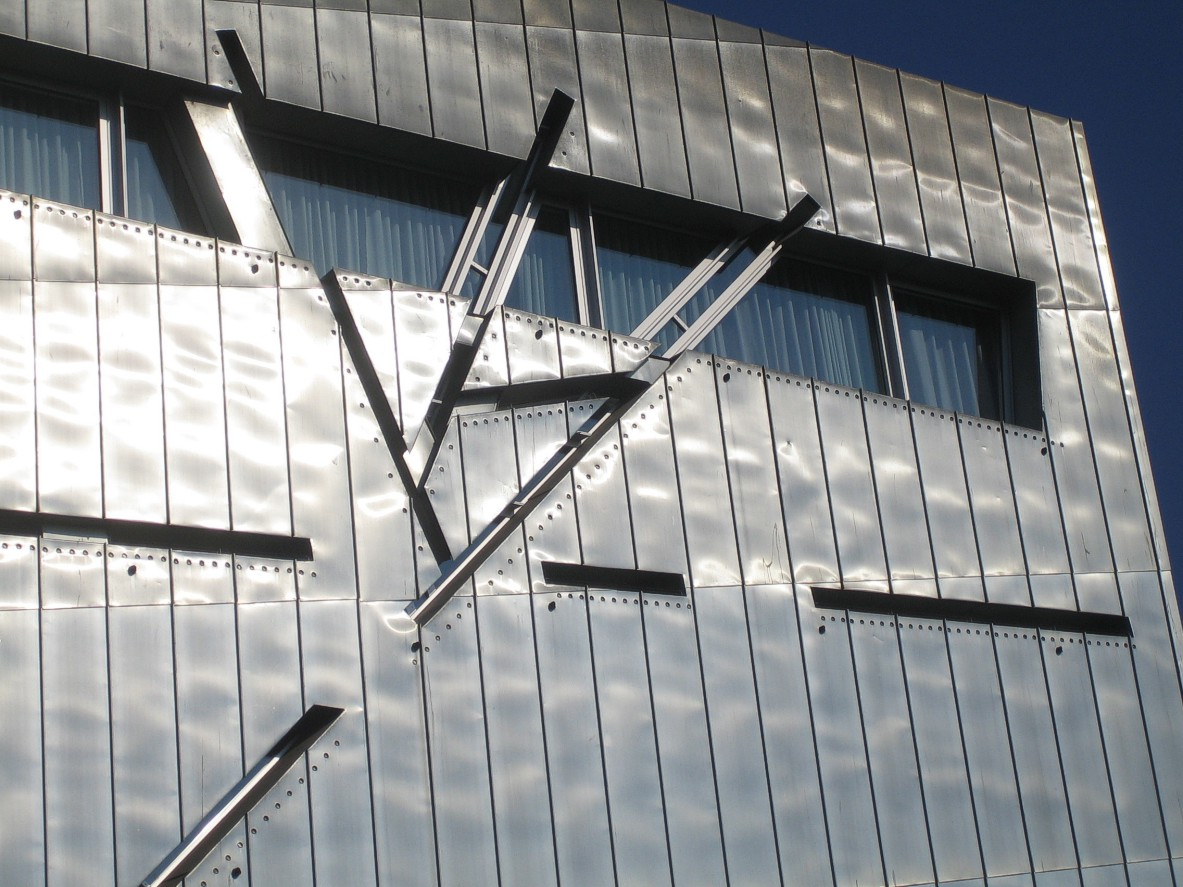
Fasada budynku Libeskinda

Budynek zaprojektowany przez Libeskinda ma powierzchnię 15 000 metrów kwadratowych. Jego kształt, poprzez zastosowanie przeplatających się trójkątów i zygzakowatych linii, nawiązuje do kształtu ściśniętej, nieregularnej gwiazdy. Powierzchnia budynku pokryta jest odbijającą światło blachą cynkową i poprzecinana nieregularnymi szczelinami okien, które stanowią wyimaginowaną linię, łączącą miejsca, w których przed wojną mieszkali wybitni Żydzi i Niemcy, mieszkający w Berlinie, m.in. Heinrich von Kleist, Arnold Schönberg oraz Walter Benjamin.
Przez budynek przebiega wertykalnie pięć przestrzeni nazywanych Voids („pustki”); nie są one oświetlane sztucznie, klimatyzowane czy ogrzewane, ich ściany zrobione są z surowego betonu. W jednej z tych przestrzeni znajdują się rzeźby Menaszego Kadiszmana pt. Shalechet – metalowe ludzkie twarze, z ustami otwartymi do krzyku, pokrywające podłogę i zmuszające zwiedzającego do przejścia po nich.

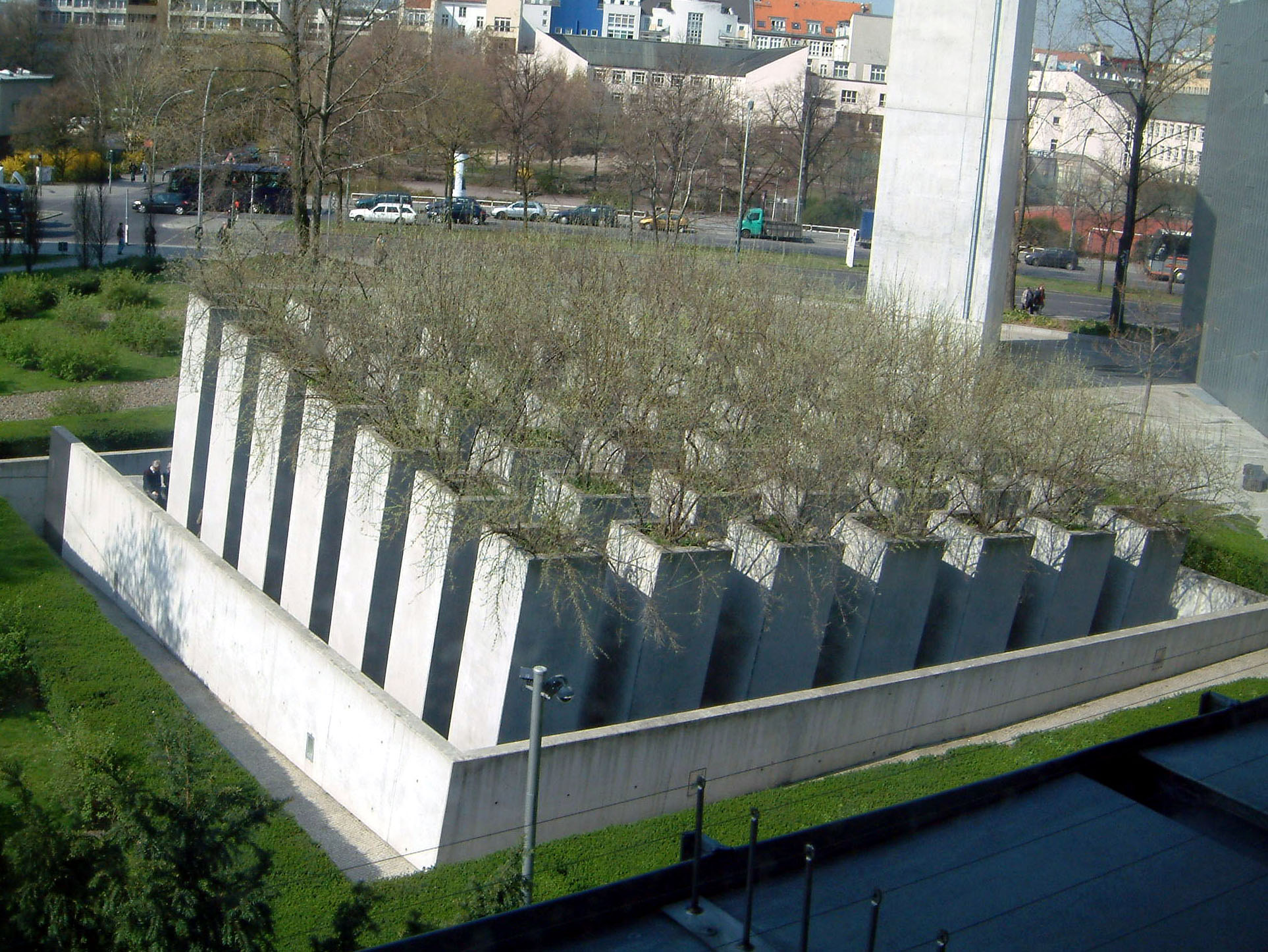
Ogród widziany z zewnątrz

Znajdują się w nim również przejścia nazywane Axes (Die Achsen, „osie”), symbolizujące trzy poziomy żydowskiej obecności w Berlinie – Axis of Continuity (Achse der Kontinuität, „oś ciągłości”) symbolizuje ciągłość berlińskiej historii; od niej odchodzą pozostałe trasy – Axis of Emigration (Achse des Exils, „oś emigracji”), prowadząca, poprzez ciężkie drzwi, do Ogrodu Wypędzonych (Garten des Exils, Garden of Exile) oraz ciemną Axis of the Holocaust (Achse des Holocaust, „oś Holokaustu”), prowadzącą do Wieży Holokaustu (Holocaust Tower, Holocaust-Turm).
Obok budynku znajduje się również „ogród wypędzenia” (Garten des Exils, Garden of Exile). Znajduje się w nim 48 betonowych słupów, wypełnionych ziemią z Izraela (upamiętniających 1948 rok, kiedy to Izrael uzyskał niepodległość), oraz jeden, znajdujący się w centrum, betonowy słup wypełniony ziemią z Jerozolimy (ma ona symbolizować Berlin). Ogród pochylony jest pod kątem 12 stopni, co ma powodować dezorientację zwiedzającego, podobną do tej, jakiej doświadczali emigranci z Berlina. Natomiast drzewa oliwne, wyrastające z betonowych słupów, symbolizować mają nadzieję.